# Annie Åkerhielm
Anna (Annie) Vilhelmina Elisabet Åkerhielm, född Quiding 18 november 1869 i Malmö Sankt Petri församling, Malmöhus län, död 20 juli 1956 i Engelbrekts församling, Stockholms stad, var en svensk friherrinna, författare, journalist, översättare och nazist.

## Biografi
Åkerhielm var dotter till Nils Herman Quiding och Anna Katarina Åkerblom. Hennes far var en av Sveriges främsta socialistiska utopister.
Åkerhielm debuterade som författare vid 29 års ålder 1896 med Hvidehus, som belönades med Iduns stora romanpris. Debuten följdes samma år av diktsamlingen Natt, jämte andra dikter, och 1900 av romanen En droppe ur hafvet. Den versifierade berättelsen "Bröderna" (1901) vann Svenska Akademiens mindre guldmedalj 1900. År 1901 reste hon tillsammans med sin syster till Grekland vilket resulterade i boken Ett främmande namn. Under sin aktiva period var hon en av tidens mest produktiva och populära författarinnor i Sverige. Totalt gav hon ut ett femtiotal böcker fram till 1945 då hennes sista roman Katinka gör karriär publicerades.
År 1906 gifte hon sig med friherren och tidningsmannen Dan Åkerhielm och tillsammans fick de sonen Helge Åkerhielm. Samma år tillträdde hennes make tjänsten som chefredaktör och verkställande direktör för Gefle-Posten där Annie Åkerhielm blev politisk medarbetare, litteraturanmälare och till slut även utrikesredaktör. I slutet av 1912 flyttade familjen till Stockholm, där båda makarna blev medarbetare för Nya Dagligt Allehanda. Dan Åkerhielm arbetade där fram till sin död 1931 och Annie Åkerhielm till sin pensionering 1936. Samtidigt arbetade hon även som skribent på Stockholms Dagblad. Alla de tre tidningarna som hon arbetad för var konservativa.

## Politisk åskådning och aktivism
Åkerhielm blev känd som en skarp motståndare till kvinnlig rösträtt. Redan 1904, ett år efter att Landsföreningen för kvinnans politiska rösträtt bildats, gav Åkerhielm ut boken Fru Fanny. Huvudpersonen var en rösträttskvinna som misskötte sin roll som maka och mor, varför sonen dör av vanvård, mannen lämnar henne och hon slutar sina dagar ensam och olycklig. Boken blev en succé och gavs ut i tre upplagor under mindre än tre månader. I ett otal artiklar fortsatte hon sin agitation mot kvinnorörelsen. Hon menade att kvinnor, om de fick bli en del av det politiska livet, inte längre skulle kunna genomföra plikterna i hemmet och hushållet. Därmed skulle moralen komma att upplösas, familjer splittras och den svenska staten haverera. Men egentligen var frågan om  kvinnliga rösträtt sekundär. Det var nationalismen och Sveriges försvar som var hennes främsta hjärtefrågor, vilka hon propagerade för i en rad artiklar. Ofta följde hon försvarsdebatterna på plats i riksdagen, som hon sedan refererade och kommenterade. Återkommande teman var skräcken för socialismen och för Ryssland.
År 1904 publicerade hon dikten Till Skånes kvinna, där hon uppmanade mödrar att lära sina söner att det högsta målet var att dö för sitt folk och land. Hon gav ofta uttryck för sin syn på kriget som en förädlande kraft, sitt förakt för fredsrörelsen och hon gladdes över den nationalistiska rörelse som uppstått genom Sven Hedins uppmärksammade Ett varningsord. Hon vurmade för Tyskland. Parets bröllopsresa hade gått dit och 1916, mitt under första världskriget, fick makarna Åkerhielm en inbjudan till Berlin, som resulterade i hennes bok Från Berlin till Brüssel, 1916. Hon kritiserade Versaillesfreden, menade att Versailleskommissionen gjort sig skyldig till ett oförlåtligt justitiemord och var helt övertygad om att Tyskland var det enda bland de krigförande länderna som var helt oskyldigt till krigsutbrottet.
Åkerhielm propagerade för konservativa och antidemokratiska ideal, angrep moderiktningar, radikalism, kvinnoemancipationen och den filosofiska materialismen. Hon var emot allt erotiskt frisinne, angrep moralisk upplösning och menade att äktenskaplig trohet och livslång sammanhållning var några av livets grundvärden, även om hon under trettiotalet ändrar inställning något och börjar resonera för att moderniseringsprocessen är nödvändig och eftersträvansvärd.

### Nazistsympatier
När Adolf Hitler tog makten i Tyskland 1933 var Åkerhielm först tveksam men kom fram till att nationalsocialismen var positiv för den "nordiska rasen", att den var för nationell förnyelse och brytande av det internationella kapitalets makt. Däremot kritiserade hon nazisternas bruk av våld. Åren 1936 och 1940 gjorde hon resor till Tyskland och beskrev sina upplevelser därifrån i artiklar i Nya Dagligt Allehanda. Hon skrev om den entusiasm som det tyska folket mötte sin nye ledare med. Hon vidareutvecklade detta i böckerna Ödets man: Några tankar om Hitler och hans folk (1938) som var en hyllningsskrift till Adolf Hitler, och Dagar i Berlin oktober 1940 (1940). Hon var medlem i Samfundet Manhem och en av stiftarna i Riksföreningen Sverige–Tyskland, skrev artiklar i tidskrifter som Sverige Fritt och Sverige–Tyskland. Kring 1940, när Socialistiska partiet övergått från en vänsterorienterad, antifascistisk inriktning till en protysk och pronazistisk, anslöt sig Åkerhielm, och vid 1944 års valrörelse var hon en av partiets riksdagskandidater. Valet blev ett fiasko och partiet upplöstes strax därefter. Partiets språkrör, Folkets Dagblad, levde dock kvar ytterligare en tid, och efter Hitlers självmord den 30 april 1945 publicerade hon i den en beundrande nekrolog. Hon ansåg att Hitler varit den störste i mänskligheten näst efter Jesus Kristus och att alla måste hjälpa till att hålla arvet efter honom, den nationella socialismens idéer, vid liv.
De tidskrifter och grupperingar hon tillhört upplöstes 1945, men efter några år fann hon en ersättare i det nynazistiska Sveriges Nationella Frihetsrörelse och dess tidskrift Kretsnytt. För tidskriften blev Annie Åkerhielm en av de främsta skribenterna från 1950 fram till och med 1955, då tidskriften upphörde. Åkerhielm var trogen sina idéer livet igenom. I sina sista inlägg i Kretsnytt förklarade hon att hon mist sin framtidstro när det gällde mänskligheten. Hennes enda hopp var att en framtida objektiv forskning skulle återupprätta Hitler och visa vilken stor statsman han varit och att en ny Hitler skulle uppenbara sig och ta makten i Europa.
Annie Åkerhielm dog i Stockholm den 20 juli 1956 och är begravd på Norra begravningsplatsen utanför Stockholm.

### Skönlitteratur
- Hvidehus : roman / af Annie Quiding. Stockholm: Geber. 1899. Libris 1645208 - Norsk översättning 1902.
- Natt, jämte andra dikter / af Annie Quiding. Stockholm: Geber. 1899. Libris 1645209
- En droppe ur hafvet : roman / af Annie Quiding. Stockholm: Geber. 1900. Libris 1645207 - 2 uppl. 1908. - Dansk översättning 1902. - Nederländsk översättning 1905,
- Bröderna / af Annie Quiding. Stockholm: Geber. 1901. Libris 3202593
- Ett främmande namn : roman / Annie Quiding. Stockholm: Geber. 1902. Libris 1719417 - Dansk översättning 1903.
- Fru Fanny : roman / af Annie Quiding. Stockholm: Geber. 1904. Libris 8233942
- Ett juloratorium i två afdelningar / af Annie Quiding ; för soli, kör och orkester av Andreas Hallén. Malmö. 1904. Libris 3202603
- Fru Fannys son : roman / Annie Quiding. Stockholm: Geber. 1905. Libris 1719419
- Den stora lyckan jämte flera berättelser. Stockholm: Geber. 1906. Libris 1619240
- De gamlas roman : jämte flera berättelser. Stockholm: Geber. 1907. Libris 1619239
- Don Juan Tenorio : drama i fyra akter. Stockholm: Geber. 1909. Libris 1619241
- Riktiga människor : roman. Stockholm: Geber. 1909. Libris 1619243 - 2 uppl. 1918.
- Trefaldighetskällan : sagospel i en akt för friluftsteatern i Sätra. Gefle. 1910. Libris 3202605 - Utgiven anonymt.
- Den sofvande staden: nutidsroman. Stockholm: Geber. 1913. Libris 53846
- Sagor och fantasier. Stockholm: Geber. 1915. Libris 1641934
- Norrbys på Borregård : en historia från tiden före syndafloden, 1-2. Stockholm: Dahlberg. 1919. Libris 1661347 - 2 uppl. 1929.
- Flickorna Suell : roman. Stockholm: Dahlberg. 1920. Libris 1661344 - 2 uppl. 1934.
- Anno domini : roman. Stockholm: Bonnier. 1921. Libris 1484895
- Korset : berättelse. Stockholm: Bonnier. 1922. Libris 1484897
- Klyftan utan bro : roman. Stockholm: Bonnier. 1923. Libris 1484896
- Alla tanters flicka : roman. Stockholm: Bonnier. 1924. Libris 1484894 - 2 uppl. 1931.
- Ett gammalt slott : roman. Stockholm: Bonnier. 1926. Libris 1337925
- Mödrar och döttrar : roman. Iduns romanbibliotek, 99-3111059-7 ; 81. Stockholm: Idun. 1927. Libris 8840584
- Tiberius : denna världens herre. Stockholm: Bonnier. 1929. Libris 1337929
- Två släkten : roman. Stockholm: Bonnier. 1931. Libris 1365930
- Romare : historisk roman. Stockholm: Bonnier. 1932. Libris 1365929
- Bakom spalterna : roman. Stockholm: Bonnier. 1933. Libris 1365924
- Brudslöjan : en historia om fyra generationer. Stockholm: Bonnier. 1934. Libris 1365925
- Bröderna från Vesseln : roman. Uppsala: Lindblad. 1935. Libris 1365926
- Det kluvna hemmet : roman. Stockholm: Bonnier. 1935. Libris 1365928
- Sagan om Vemund : berättelse från heden tid. Stockholm: Bonnier. 1936. Libris 1382123
- Innanför vallgraven : roman. Stockholm: Bonnier. 1938. Libris 1382122
- Demonen : en saga om liv och död. Stockholm: Bonnier. 1939. Libris 1382121
- De blå rosorna : roman. Stockholm: Bonnier. 1940. Libris 1382119
- Parhästarna. Stockholm: Lindqvist. 1943. Libris 1457178
- Katinka gör karriär. Stockholm: Lindqvist. 1945. Libris 1457177 - Dansk översättning 1947.

### Varia
- Höger. Gefle-Posten ; 16 B. Gefle. 1907. Libris 3202600
- Till tidens frågor : uppsatser. Stockholm: Geber. 1912. Libris 1641935
- Från Berlin till Brüssel. Stockholm: Geber. 1916. Libris 1661345 - Tysk översättning 1917.
- Antidemokratiska stämningsstunder. Stockholm: Nationalförlaget. 1917. Libris 1517328
- Livsproblem och bekännelser. Stockholm: Bonnier. 1925. Libris 1517348
- Anna Hierta-Retzius : en minnesteckning med stöd av efterlämnade papper / av Annie Åkerhielm under medverkan av Maria Cederschiöld, Elisif Théel m.fl.. Stockholm: Norstedt. 1928. Libris 1304473
- Fredagsartiklar. Stockholm: Bonnier. 1930. Libris 1337926
- Tvänne tal. Swenska ordens skriftserie ; 1. Stockholm: Sv. tr.-ab. 1930. Libris 1335513 - Tillsammans med Johan Almkvist
- Ödets man : några tankar om Hitler och hans folk. Stockholm: Schildt. 1938. Libris 1382124
- Dagar i Berlin oktober 1940. Stockholm: Svea rike. 1940. Libris 1382120
- Titanen från Braunau: en minnesskrift med några sanningens ord till en lögnförgiftad nord / [av Annie Åkerhielm, K.G. Ossiannilsson & Carl Ernfrid Carlberg]. Uddevalla. 1959. Libris 1800154 - Behandlar Adolf Hitler.

### Översättningar (urval)
- James Oliver Curwood: Griselbjörnen (The grizzly) (Dahlberg, 1920)
- Gustav Frenssen: Den nordiska tron: ett religiöst problem (Der Glaube der Nordmark) (Natur och kultur, 1936)
- Heinz Steguweit: Ynglingen i den brinnande ugnen (Der Jüngling im Feuerhofen) (Svensk-tyska litteratursällskapet, 1939)
- Hélène Grilliet: En fransyska upplever Stortyskland (Eine Französin erlebt Grossdeutschland) (Svea rike, 1939)